# 日産・マグナイト
マグナイト（MAGNITE）は、日産自動車が製造・販売している小型クロスオーバーSUV。事業構造改革「Nissan NEXT」にとって重要なモデルに位置づけられている。

## 発売までの経緯
近年、隆盛化している小型SUV市場に進出すべく開発された。当初はダットサンブランド初のSUVとして出す方向で開発されていたが（フロントグリルが近年の日産車に見られる「Vモーショングリル」ではなく六角形になっているのはその名残）、市場では既に極度の販売不振のあおりを受けてブランド自体を終息させる方向で動いていたため、開発最終段階で日産ブランドに移行、2020年7月に「マグナイト コンセプト」としての発表時は日産ブランドとされた。

## メカニズム
プラットフォームにはルノー・カイガーやルノー・トライバーで採用済のCMF-A+が採用され、エンジンには1.0LのNA・B4D（BR10）もしくはターボ・HRA0（HR10DET）が搭載される。それらに組み合わされるトランスミッションは5MTが基本で、ターボにはエクストロニックCVTも用意される。
2023年10月にはB4Dエンジンに組み合わせる、オートメイテッドマニュアルトランスミッションの「EZ-Shift」を導入。名前は「Easy」「Economical」「Exciting」の頭文字をとって名付けられた。デュアルドライビングモードを備えており、自動モードと手動モードを簡単に切り替えられる。MT仕様と比べて燃費が向上しているほか、インテリジェントクリープ機能を搭載している。
全長はインドの税制に合致するよう、4ｍ以内に収めている。未舗装路でも走れるように、最低地上高は205mmと余裕を持たせている。

## 年表
2020年
- 7月1日 - インドにて新型BセグメントSUVが発表されることが予告された[4]。
- 10月21日 - 量産仕様の概要が明らかにされ[1]、同年12月よりインド市場とインドネシア市場にて発表・販売を開始。生産はインド・チェンナイにあるルノー＝日産の工場にて行われる。
- 12月2日 - インドで販売開始[5]。
- 12月19日 - インドでプリペイドメンテナンスプラン「Nissan Magnite Care」を導入した[6]。ゴールドパッケージは2年間（50,000km）の包括的な定期メンテナンスサービスをカバーし、シルバーパッケージは基本的なメンテナンスサービスをカバーする。わずかな費用で最長5年間（もしくは10万キロメートル）の延長が可能かつ最大22%の割引がされる。

2021年
- 6月21日 - ネパール、インドネシア、南アフリカに輸出開始[7]。
- 9月24日 - インド市場においてデジタルプラットフォームの一部として、業界初のバーチャルセールスアドバイザーを導入した[8]。これは顧客に対して、車両に関する情報の提供、製品や所有権に関する問い合わせへの回答、バリアントの提案、資金調達や交換価値のオプション、バーチャルテストドライブ、オンライン予約など、専門のオンラインアドバイザーによるリアルタイムでの対話が可能ながらスムーズな購入決定を下せるように支援する。

2022年
- 7月13日 - インド仕様に「RED Edition」が発表された[9]。XV系グレードをベースに、エクステリアはオニキスブラックとストームホワイトの2つのモノトーンカラーオプションが選択可能であり、いずれも16インチホイールを装備し赤いアクセントで彩られる。また、インテリアも赤基調となり、RED Edition固有のバッジがつけられる。インド支社のマネージングディレクターであるラケシュ・スリバスタヴァは本仕様について、「若く、向上心があり、テクノロジーに精通したユーザー向けに進化した製品を提供することで、すでに堅調なマグナイトの需要を加速させる」と述べた。

2023年
- 5月19日 - インド仕様に「GEZA Special Edition」が発表された[10]。プレミアムJBLスピーカー、9インチタッチスクリーン、ワイヤレス接続を備えたAndroid Auto・Apple CarPlayなどを装備する。

2024年
- 9月6日 - 総販売台数が150万台を突破。また、この前月には卸売出荷台数を10,624台と発表し過去最高の記録を更新した。うち、輸出出荷台数8,361台、国内発送台数2,263台となっている[11]。
- 10月4日 - マイナーチェンジが発表された。フロントのアンダーガードなどが変更される。同時に、左ハンドル市場への輸出を開始した。

## 車名の由来
車名は英語の「Magnetic」（「魅力のある」の意） と 「Ignite」（「感情を喚起する」の意）を掛け合わせた造語である。